# Grypocentrus cinctellus
Grypocentrus cinctellus är en stekelart som beskrevs av Johannes Friedrich Ruthe 1855. Grypocentrus cinctellus ingår i släktet Grypocentrus och familjen brokparasitsteklar. Arten är reproducerande i Sverige. Inga underarter finns listade i Catalogue of Life.